# Хуст (замък)
Хусткият замък е укрепление, съществувало през 11-18 век в Хуст (днес в Закарпатска област, Украйна). Замъкът бил построен от Унгарското кралство за да защитава Соления път от Солотвина и граничните райони. Строителството му започва през 1090 г. при крал Ласло I и е завършено през 1191 г. при крал Бела III.